# 2005年电影
2005年電影大事紀。

## 重要獎項

### 美國奧斯卡（第77屆）
- 奥斯卡最佳影片奖：《登峰造擊》（Million Dollar Baby）
- 奥斯卡最佳导演奖：克林·伊斯威特（Clint Eastwood）－《登峰造擊》
- 奥斯卡最佳原著劇本：查理·卡夫曼（Charlie Kaufman）－《王牌冤家》（Eternal Sunshine of the Spotless Mind）
- 奥斯卡最佳改編劇本：Alexander Payne 和 Jim Taylor，《尋找新方向》（Sideways）
- 奥斯卡最佳男主角奖：傑米·福克斯（Jamie Fox）－《雷之心靈傳奇》（Ray）
- 奥斯卡最佳女主角奖：希拉里·斯旺克（Hilary Swank）－《登峰造擊》
- 最佳動畫影片：Brad Bird，《超人特攻隊》（The Incredibles）
- 最佳紀錄片：Ross Kauffman 和 Zana Briski，《小小攝影師的異想世界》（Born Into Brothels : Calcutta's Red Light Kids）
- 最佳外語片：Alejandro Amenábar，《深海长眠》（Mar adentro）

（其他奖项参见奥斯卡金像奖获奖名单）

### 歐洲電影獎（第18屆）
- 最佳影片：《隱藏攝影機》（CACHÉ）
- 最佳導演：Michael Haneke，《隱藏攝影機》
- 最佳劇本：Hany Abu-Assad 和 Bero Beyer，《天堂此時》（Paradise Now）
- 最佳男主角：Daniel Auteuil，《隱藏攝影機》
- 最佳女主角：Julia Jentsch，《帝國大審判》（Sophie Scholl : Die letzten Tage）

### 台灣金馬獎（第42屆）
- 最佳劇情片：《功夫》（哥倫比亞電影公司亞洲分公司、北京電影製片廠）
- 最佳導演：周星馳《功夫》
- 最佳男主角：郭富城《三岔口》（山西電影製片廠）
- 最佳女主角：舒淇《最好時光》
- 最佳男配角：黃秋生《頭文字D》
- 最佳女配角：元秋《功夫》
- 最佳新演員：周杰倫《頭文字D》

## 國際影展

### 柏林影展（第55屆）

#### 評審團
- 評審團主席：Roland Emmerich —侯藍·艾莫里希，德國男導演。
- Ingeborga Dapkunaite —英格波佳·達庫內提，立陶宛女演員。
- 白靈（Bai Ling），中國、美國女演員。
- Franka Potente —法蘭卡·波頓，德國女演員。
- Wouter Barendrecht —烏特·巴亨德雷希特，荷蘭男製片。
- Nino Cerruti —尼諾·切魯提，義大利男服裝設計師。
- Andrei Kurkov —安德烈·庫柯夫，俄國男作家。

#### 得獎名單
- 金熊獎：Mark Dornford-May - U-CARMEN e-KHAYELITSHA 《卡門》
- 評審團大獎：顧長衛（Gu Changwei）- 《孔雀》
- 最佳導演：Marc Rothemund - SOPHIE SCHOLL - DIE LETZTEN TAGE 《帝國大審判》
- 最佳男演員：Lou Taylor Pucci 為了 Mike Mills - THUMBSUCKER 《吮指少年》
- 最佳女演員：Julia Jentsch 為了 Marc Rothemund - SOPHIE SCHOLL - DIE LETZTEN TAGE 《帝國大審判》

### 坎城影展（第58屆）

#### 評審團
- 評審團主席：Emir Kusturica —埃米耳·庫斯涂里查，波士尼亞男導演。
- Agnès Varda ─阿妮耶思·華達，法國女導演。
- Benoît Jacquot ─本努瓦·賈寇，法國男導演。
- Fatih Akin ─伐提·阿金，德國男導演。
- Javier Bardem —哈維·巴登，西班牙男演員。
- 吳宇森（John Woo），中國男導演。
- Nandita Das ─娜迪塔·達斯，印度女演員。
- Salma Hayek ─莎瑪·海耶克，墨西哥女演員。
- Toni Morrison ─東妮·摩里森，美國女作家。

#### 得獎名單
- 金棕櫚獎：Jean-Pierre Dardenne 跟 Luc Dardenne - L'enfant 《孩子》
- 評審團大獎：Jim Jarmusch - Broken Flowers 《愛情不用尋找》
- 最佳導演：Michael Haneke - Caché 《隱藏攝影機》
- 最佳劇本：Guillermo Arriaga - The Three Burials of Melquiades Estrada 《馬奎斯的三場葬禮》
- 最佳男演員：Tommy Lee Jones 為了 Tommy Lee Jones - The Three Burials of Melquiades Estrada 《馬奎斯的三場葬禮》
- 最佳女演員：Hana LASLO 為了 Amos Gitai - Free Zone 《自由地帶》
- 評審團獎：王小帥（Wang Xiaoshuai）- 《青紅》
- 金攝影機獎：Miranda July – Me and You and Everyone We Know 《偶然與你相遇》跟 Vimukthi Jayasundara - Sulanga Enu Pinisa 《廢棄地》並列

### 威尼斯影展（第62屆）

#### 評審團
- 評審團主席：Dante Ferretti —丹堤·費瑞提，義大利男場景設計。
- 阿城（Ah Cheng），中國男作家。
- Claire Denis —克萊兒·德尼，法國女導演。
- Edgar Reitz —艾德軋·黑茲，德國男導演。
- Emilíana Torrini —艾蜜莉亞娜·托里尼，冰島女作曲家。
- Christine Vachon —克莉思汀·華穹，美國女製片。
- Amos Gitai —阿摩斯·吉太，以色列男導演。

#### 得獎名單
- 金獅獎：李安（Ang Lee）- Brokeback Mountain 《斷背山》
- 最佳導演銀獅獎：Philippe Garrel - Les Amants Réguliers 《安那其戀人》
- 最佳劇本獎：George Clooney 跟 Grant Heslov - Good Night, and Good Luck 《晚安，祝你好運》
- 評審團特別獎：Abel Ferrara - Mary 《瑪莉》
- 最佳男演員：David Strathairn 為了 George Clooney - Good Night, and Good Luck 《晚安，祝你好運》
- 最佳女演員：Giovanna Mezzogiorno 為了 Cristina Comencini - La Bestia Nel Cuore 《縱慾》
- 特別獅子獎：Isabelle Huppert